# Volley-Ball Nantes 2015-2016
Questa voce raccoglie le informazioni riguardanti il Volley-Ball Nantes nelle competizioni ufficiali della stagione 2015-2016.

## Organigramma societario
Area direttiva
- Presidente: Monique Bernard

Area tecnica
- Allenatore: Sylvain Quinquis
- Allenatore in seconda: Dominique Divivier

## Rosa
| N° | Nome                | Ruolo | Data di nascita   | Nazionalità sportiva |
| -- | ------------------- | ----- | ----------------- | -------------------- |
| 1  | Angie Bland         | C     | 26 aprile 1984    | Belgio               |
| 2  | Anaïs Robert        | P     | 18 febbraio 1999  | Francia              |
| 3  | Keylla Fabrino      | P     | 13 maggio 1986    | Brasile              |
| 4  | Els Vandesteene     | S     | 30 maggio 1987    | Belgio               |
| 5  | Fanta Fofana        | S/O   | 5 luglio 1996     | Francia              |
| 6  | Julia Dhont         | L     | 7 agosto 1996     | Francia              |
| 7  | Nia Grant           | C     | 5 agosto 1993     | Stati Uniti          |
| 8  | Katherine Harms     | S/O   | 29 novembre 1990  | Stati Uniti          |
| 9  | Nina Stojiljković   | P     | 1º settembre 1996 | Francia              |
| 10 | Luiza Ungerer       | L     | 14 gennaio 1988   | Brasile              |
| 11 | Šárka Barborková    | S     | 6 novembre 1985   | Rep. Ceca            |
| 12 | Clémentine Druenne  | S     | 5 dicembre 1993   | Francia              |
| 13 | Marion Gauthier-Rat | C     | 13 febbraio 1993  | Francia              |
| 14 | Victoria Foucher    | S/O   | 28 maggio 1995    | Francia              |
| 15 | Joanna Leborgne     | C     | 21 maggio 1997    | Francia              |
| 16 | Elisa Padron        | C     | 11 aprile 1997    | Francia              |
| 18 | Shanice Marcelle    | S     | 28 maggio 1990    | Canada               |